# Hilzingen
Hilzingen è un comune tedesco di 8 432 abitanti, situato nel land del Baden-Württemberg.

## Amministrazione

### Gemellaggi
- Lizzano in Belvedere